# Alte Lutherische Schule Seckbach

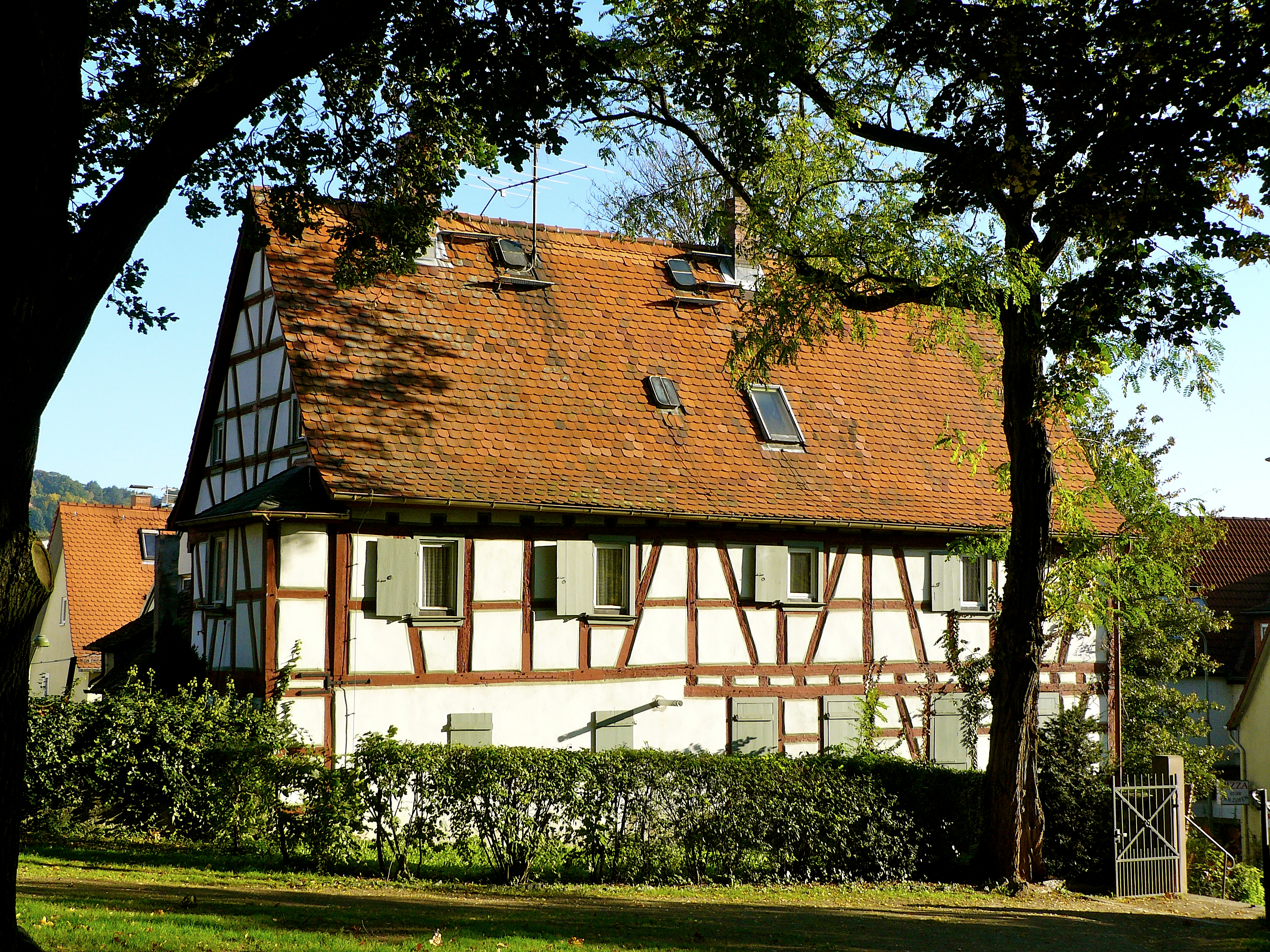
Alte Lutherische Schule Seckbachs von 1709, Blick vom Hof der Marienkirche

Die ehemalige Lutherische Schule Seckbach liegt heute in der Wilhelmshöher Straße der Stadt Frankfurt am Main. Die frühere Landgemeinde Seckbach wurde am 1. Juli 1900 zu Frankfurt eingemeindet.

## Geschichte

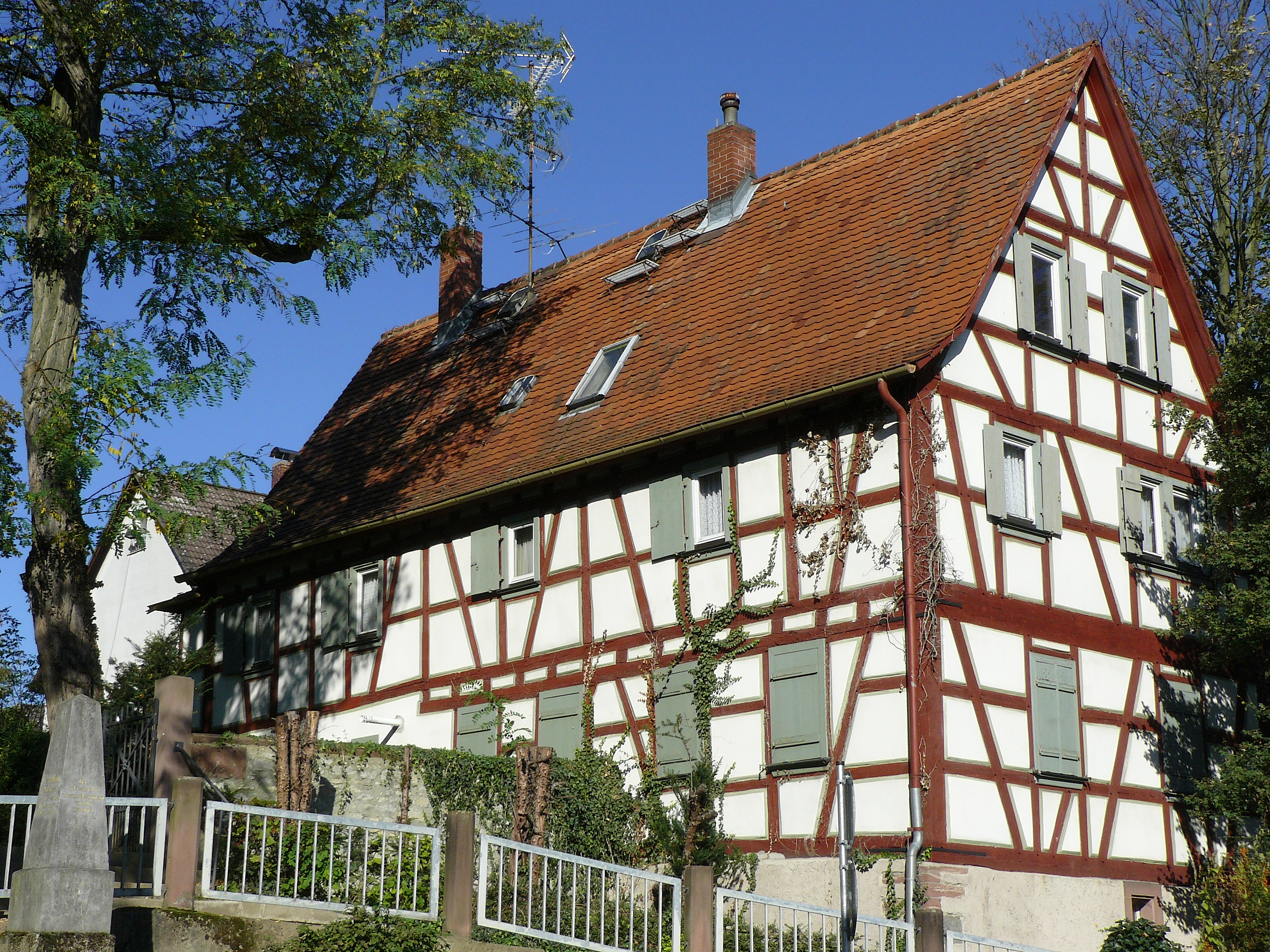
Fassade Wilhelmshöher Straße, links: Seckbachs Kriegerdenkmal 1870/71

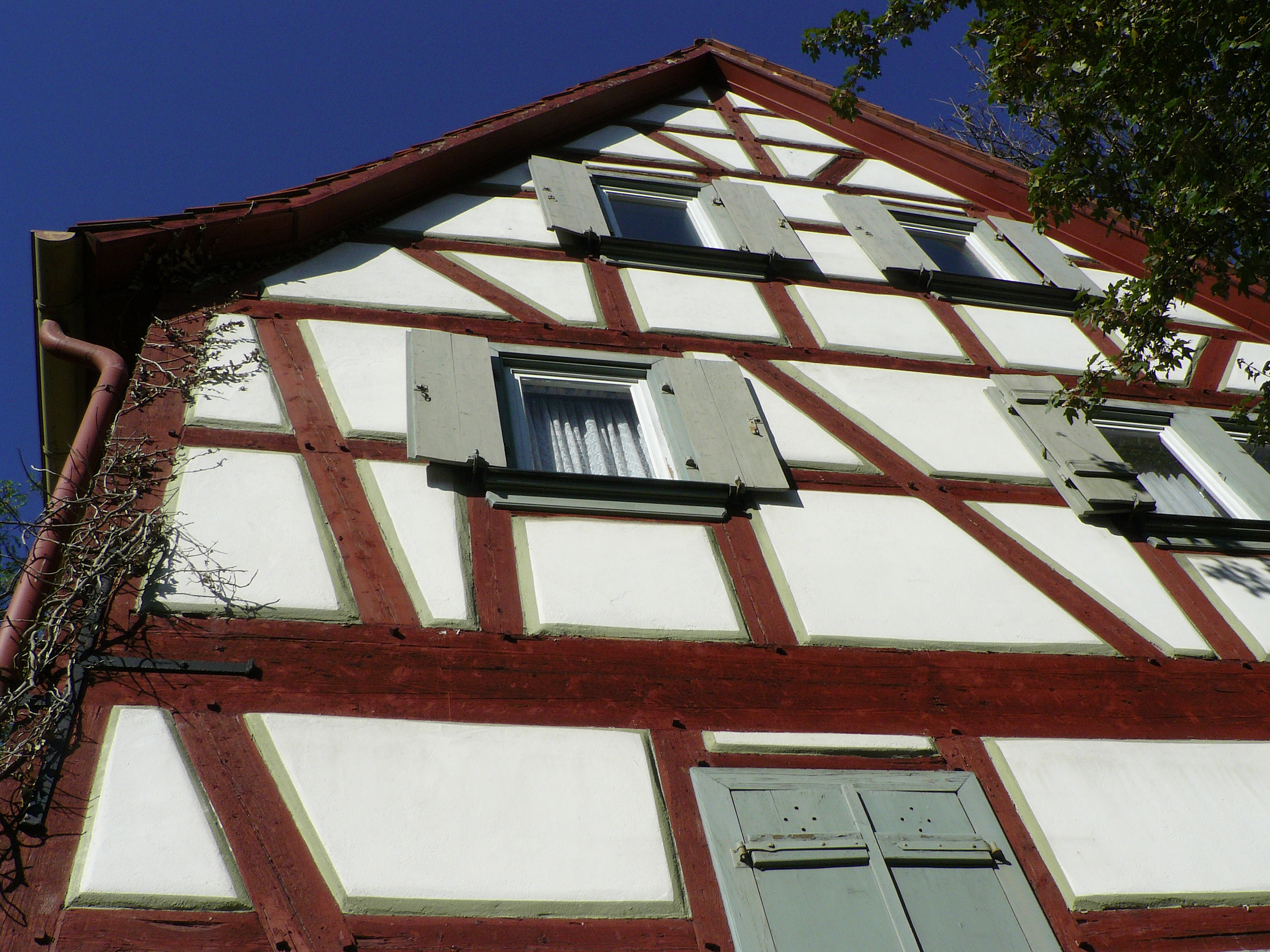
Fassade Wilhelmshöher Straße

Im Zuge der Reformation wurde Seckbach, obwohl es zur Grafschaft Hanau gehörte, unter Frankfurter Einfluss lutherisch. Als Philipp Ludwig II. von Hanau 1595 in seiner Grafschaft das reformierte Bekenntnis im Sinne Zwinglis einführte, blieben die Seckbacher in ihrer Mehrheit dem lutherischen Bekenntnis verbunden.
1642 starb Graf Johann Ernst von Hanau-Münzenberg. Mit ihm erlosch die Linie Hanau-Münzenberg, die sich zum reformierten Glauben bekannte. Einem Erbvertrag aus dem Jahr 1610 zufolge fiel dem lutherisch orientierten Grafen Friedrich Casimir aus der Linie Hanau-Lichtenberg nun auch die Grafschaft Hanau-Münzenberg zu. In den folgenden Jahrzehnten führte dies dazu, dass neben der reformierten Landeskirche in der ehemaligen Grafschaft Hanau-Münzenberg auch eine lutherische Landeskirche entstand. In fast allen Orten der Grafschaft wurden neben den reformierten auch lutherische Gemeinden begründet.
In der Landgemeinde Seckbach und dem noch nicht zu Frankfurt eingemeindeten Frankfurter Dorf Bornheim bildete sich in den 1660er Jahren eine gemeinsame lutherische Gemeinde. Deren Seckbacher Gottesdienste wurden in den ersten Jahren im Seckbacher Rathaus in der Hofhausstraße 2 abgehalten. Die Bornheimer besaßen zu dieser Zeit eine kleine Kirche aus dem Mittelalter. Ab dem Jahr 1673 konnte die Seckbacher Gemeinde jedoch eine zweite räumliche Übergangslösung in der Wilhelmshöher Straße 158 beziehen. Dies galt jedoch nicht für die lutherische Schule, deren Kinder im Rathaus unterrichtet wurden, bis endlich ein eigenes Schulhaus bezugsfertig war.
Die Lutherische Schule Seckbachs wurde im Jahr 1709 zur Zeit des Barock eröffnet, ein sehenswertes Fachwerkhaus fränkischen Stils in der Wilhelmshöher Straße 135. Es blieb im Zweiten Weltkrieg bei den auch Seckbach treffenden Luftangriffen auf Frankfurt am Main unversehrt und ist daher noch heute erhalten.
Die neu entstandene Lutherische Schule Seckbachs war der erste Bauabschnitt, der der lutherischen Gemeinde Räumlichkeiten auf eigenem Areal verschaffen sollte. Im Jahr darauf konnte die barocke Hallenkirche Marienkirche mit eigenem Kirch- bzw. Friedhof geweiht werden. Während die Schule schon aus Kostengründen ein ortsübliches Fachwerkhaus erhielt, das sich harmonisch in das Ortsbild einfügte, wurde der Kirche aus naheliegenden Gründen mehr Aufwand zuteil. Sie wurde vom Fundament bis zur Kirchturmspitze mit Stilmerkmalen des Barock gemauert und erhielt einen dreistufigen Zwiebelturm mit Welscher Haube. Kinder und Lehrer der lutherischen Schule waren nun in direkter Nähe des neuen Gotteshauses untergebracht. Die Bornheimer errichteten erst 1778/79 eine größere Kirche, die ab 1896 Johanniskirche hieß.

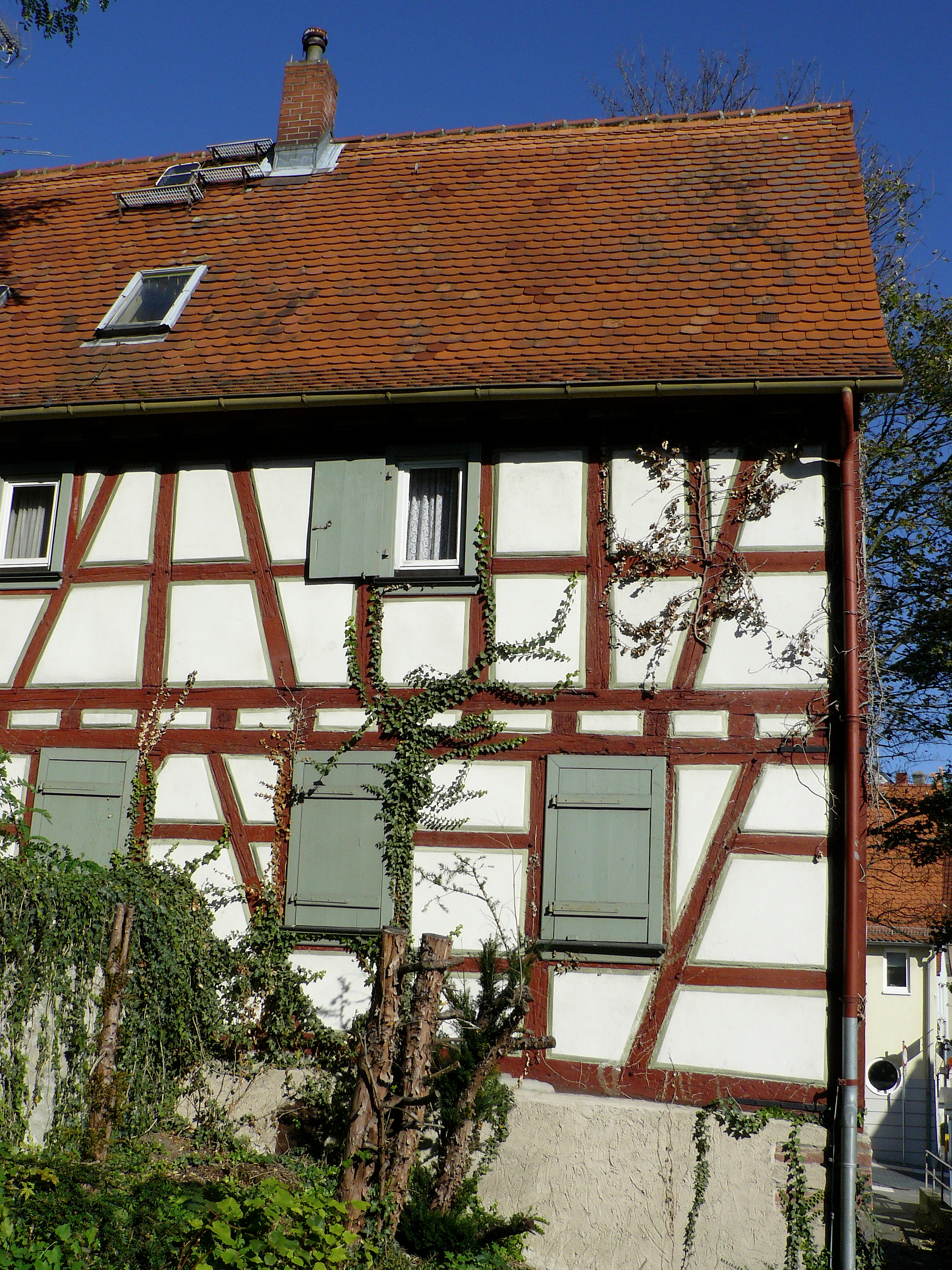
Fränkisches Fachwerk des bäuerlichen Barock

In Seckbach zieht sich der Raummangel wie ein roter Faden durch die Schulgeschichte. Ab 1834, nach der Vereinigung der reformierten mit der lutherischen zur evangelischen Kirche wurde die reformierte Peterskirche in der Wilhelmshöher Straße nicht mehr gebraucht. Sie wurde seitdem als Schule genutzt. Das Lutherische Schulhaus Seckbachs erfüllte von 1709 bis 1879 seinen Zweck, musste jedoch ab 1881/82 noch einmal für eine 3. Klasse der 1879 eingeweihten Neuen Schule (seit der Eingemeindung: Zentgrafenschule) und um 1900 für weitere Oberklassen reaktiviert werden, weil deren Räumlichkeiten schon nach lediglich drei Jahren für die in dieser Zeit stark wachsenden Schülerzahlen nicht mehr ausreichte. Für die Seckbacher Schüler und Lehrer bedeutete dies über Jahrzehnte, auf drei Standorte verteilt zu sein.
Von 1943 bis 1951 werden die evangelischen Gottesdienste in der Alten Lutherischen Schule abgehalten, da die benachbarte Marienkirche bei den Luftangriffen auf Frankfurt am Main zerstört worden ist.
Das Lutherische Schulhaus Seckbachs und die Kirche sind oberhalb der Wilhelmshöher Straße in Hanglage platziert, thronen gleichsam über dem historischen Ortskern Seckbachs. Der Kirchhof der Marienkirche war früher direkt am Ortsrand, seine Umfassungsmauer bildete die Ortsgrenze, jedoch nicht die der Seckbacher Gemarkung.
Das ehemals Lutherische Schulhaus ist heute bewohnt und steht daher nicht zur Besichtigung offen. Die Außenfassaden können jedoch sowohl von der Wilhelmshöher Straße aus als auch vom Kirchhof der Marienkirche betrachtet werden. Das Heimatmuseum Seckbach ist gleich gegenüber in der Wilhelmshöher Straße 124 a untergebracht.

## Verkehrsanbindung
Parkplätze sind im Seckbacher Ortskern kaum zu finden. Daher wird die Benutzung öffentlicher Verkehrsmittel empfohlen. Die ehemalige Lutherische Schule Seckbachs in der Wilhelmshöher Straße 135 ist mit einem RMV-Linienbus zu erreichen.